# HD 95221
HD 95221，又名CD-33 7401，SAO 201976、HR 4282，是一颗恒星，视星等为5.71，位于銀經277.67，銀緯23.57，其B1900.0坐标为赤經10h 54m 30.4s，赤緯-33° 23.57′ 1″。